# Chester Dewey
Chester Dewey ( 1784 - 1867 ) fue un botánico, clérigo y educador estadounidense.

## Biografía
Nace en Sheffield, Mass., y se gradúa en el Williams College en 1806, siendo profesor de Matemática y de Filosofía natural desde 1810 a 1827.
De 1850 hasta 1860 lo fue de Química y Filosofía natural en la Universidad de Rochester. El Dr. Dewey realizó numerosas contribuciones a la ciencia.
Falleció en Rochester (Nueva York), el 5 de diciembre de 1867.

## Algunas publicaciones
- " Families and Natural Orders of Plants"
- "History of the Herbaceous Plants of Massachusetts"
- "The True Place of Man in Zoology"
- "An Examination of some Reasoning's against the Unity of Mankind"

- La abreviatura «Dewey» se emplea para indicar a Chester Dewey como autoridad en la descripción y clasificación científica de los vegetales.[1]